# Cacopsylla maculata
Cacopsylla maculata är en insektsart som först beskrevs av Crawford 1914.  Cacopsylla maculata ingår i släktet Cacopsylla och familjen rundbladloppor. Inga underarter finns listade i Catalogue of Life.